# Robert Denhof
Robert Denhof (* 7. Juni 1945 in Aqsu, Kasachische SSR) ist ein russlanddeutscher Komponist.

## Biografie
Denhof studierte von 1959 bis 1964 an der Musikschule in Pawlodar, von 1965 bis 1970 Bajan und Dirigieren an der Berufshochschule in Pawlodar, von 1971 bis 1975 Gesang, Klavier und Dirigieren am Staatsinstitut in Swerdlowsk, 1978 und 1979 Komposition und Musiktheorie bei Valentin Utkin an der Lettischen Akademie für Musik in Riga, 1980 und 1981 Komposition und Musiktheorie am Musikpädagogischen Staatsinstitut in Rostow sowie von 1982 bis 1986 Komposition und musiktheoretische Disziplin am Staatskonservatorium in Alma-Ata. Er lebt als freischaffender Komponist in Ibbenbüren-Laggenbeck und schreibt Symphonien, Werke für Soloinstrumente, Chorwerke, Werke für Klavier und Akkordeon. Uraufführungen seiner Werke fanden in Deutschland, Russland, Kanada, USA, Großbritannien, Ungarn und China statt.

## Werke (Auswahl)
- Russischer Alter Fluß Kama op. 10 (1978), Chorsymphonisches Poem für großes Orchester und Chor
- Sonate für Querflöte und Klavier op. 43 für Flöte und Klavier; Fassung Nr. 2 für Flöte, Klavier und Streichorchester
- Die Abenteuer des Baron Münchhausen Poem für großes Orchester op. 45
- Concerto grosso op. 52 für Großes Orchester; UA: 1986 Alma Ata
- Chor-Konzert Nr. 1 op. 60 für Chor a cappella
- Symphonie Nr. 1 op. 67 für Großes Orchester
- Symphonie Nr. 2 op. 121 für großen Spielmannszug
- Konzert für Baritonsaxophon und Kammersymphonisches Orchester op. 80
- Konzert für Viola und Streichorchester op. 95
- Messe op. 175 für gemischten Chor, Soli, Orgel (oder Kammerorchester)
- Türkische Tänze für 2 Violinen und Klavier